# Piktiska
Piktiska är det språk som talades av pikterna i Skottland vid tiden för romarnas erövring av England, det dog ut slutgiltigt någon gång under äldre medeltiden. Termen pikter användes första gången av romarna och övertogs av efterkommande historieskrivare.
Språkets skriftsystem är okänt.

## Språklig klassificering
Man vet inte med säkerhet vad för slags språk piktiskan var; den mest accepterade teorin går dock ut på att piktiskan är av keltiskt ursprung, men det har även föreslagits att piktiskan inte ens är ett indoeuropeiskt språk. Språkforskaren John Rhys framförde 1892 en teori om att piktiskan skulle vara släkt med baskiskan, något som han själv sex år senare inte ansåg vara en rimlig teori. Teorin framfördes dock återigen 1934 av J.B Johnson.
Undersökningar av det piktiska språket, inklusive de av Katherine Forsyth (1997) och Guto Rhys (2015), har visat att det var ett bretoniskt språk som var nära besläktat med det gamla walesiska språket. Guto Rhys drog slutsatsen i sin avhandling 2015 att det fanns få bevis som tyder på signifikant avvikelse från Brittonic före 500 e.Kr. Bevis för klassificering som Brittonic inkluderar ortnamnelement som "bryn", "aber", "tref" och "pant", ord som finns på Ogham-inskriptioner och personnamn som bärs av Picts.

## Språkliga bevis
Bevis för språket består av högst några hundra saker av relevans. Sådana föremål inkluderar toponymer, personnamn, Ogham-inskriptioner och lånord på det skotska gæliska språket.

### Platsnamn
I sin undersökning av skotska ortnamn 1926 demonstrerade William John Watson att ett språk som liknade walesiskt hade talats i tidigare piktiska regioner. Piktiska ortnamn finns i Skottland norr om floden Forth, och Brittoniska ortnamn i Skottland söder om denna gräns beskrivs bättre som Cumbric.
Många huvudstäder, städer och geografiska särdrag bär namn av piktiskt ursprung, inklusive följande:
- Aberdeen - från aber som betyder "flodmynning".[9]
- Keith - från den piktiska formen av walesiska coed som betyder "en skog".[9]
- Kirkcaldy - tidigare känd som Kercalethyn, motsvarar den första delen av namnet walesiska caer, vilket betyder "fästning, slott, vallar".
- Perth - från ett piktiskt ord som motsvarar walesiska perth som betyder "häck".
- Yell - från ett piktiskt ord som motsvarar walesiska ial som betyder "kargt land".

### Ogham-inskriptioner
Ordet urract finns i texten på en inskrift på Burrian i Orkney. Detta kan vara ett piktiskt verb besläktat med gammalwalesiska guract  som betyder "han / hon gjorde" (på mellanwalesiska blev orded guract gwreith och slutligen gwnaeth på det moderna walesiska språket).
Det är möjligt att ordet cuhett på Lunnasting-inskriptionen på Shetland är ett piktiskt besläktat med walesiskt cyhyd (vilket betyder "så långt som").

### Inskriptioner med latinskt alfabet
Flera inskriptioner skrivna med det latinska alfabetet finns i Skottland. Merparten är på latinska språket,, men vissa kan innehålla piktiska former.
Drosten Stone innehåller ordet uoret, som kan vara ett piktiskt ord besläktat med gammalwalesiska guoret som betyder "skydd".

### Lånord
Flera ord från ett brittoniskt språk förekommer på skotsk gaeliska. Nedan följer flera möjliga piktiska lånord på gaeliska, tillsammans med en Brittonic-motsvarighet:
- breamhainn - ett dialektiskt ord i Ross-Shire från det piktiska ordet som motsvarar gamla walesiska brem- som betyder '' skira, bräka, ryta''.[9]
- dail - från det piktiska ordet motsvarande walesiska dol som betyder '' en dal ''.

- dileab - till synes från en P-keltisk återspegling av Proto-Indo europeisk '' lekw '' som betyder "att lämna".[8]
- monadh - från det piktiska ordet motsvarande walesiska mynydd som betyder '' ett berg ''.[8]

- pailt - jämför det tidiga walesiska ordet pallt som betyder rikligt.[8]
- preas - från det piktiska ordet motsvarande walesiska '' prys '' som betyder '' en buske ''.[8]